# Tenacious D (série télévisée)
Tenacious D est une série télévisée américaine en six épisodes de 23 minutes créée par Jack Black, Kyle Gass, David Cross et Bob Odenkirk, diffusée entre le 28 novembre 1997 et le 15 mars 2000 sur HBO.
En France, cette série est disponible depuis octobre 2018 sur OCS, en version originale sous-titrée, mais elle reste inédite dans les pays autres francophones.

## Synopsis
La série raconte les aventures fictives du groupe de rock bien réel Tenacious D, constitué des membres Jack Black et Kyle Gass.
La série contient de nombreuses chansons qui furent plus tard enregistré en studio pour l'album Tenacious D and The Pick of Destiny.

## Distribution
- Jack Black : Jack « JB » Black
- Kyle Gass : Kyle « KG » Gass
- Paul F. Tompkins : Paul
- Kirk Ward : Bandit armé

## Épisodes

### Épisode 1

#### The Search for Inspirado
- Réalisé par: Tom Gianas

Après un concert réussi à l'Open-Mic bar, Tenacious D reçoit pour mission du patron de l'Open-Mic Paul F. Tompkins de revenir interpréter une nouvelle chanson la semaine suivante. Le groupe recherche alors l'inspiration mais peine à la trouver. La pression est telle qu'elle mène à la rupture du groupe... qui servira de source d'inspiration pour la nouvelle chanson : "Kyle Quit" ("Kyle s'en va") ! 
Chansons interprétées :
- "History of Tenacious D" (réarrangée et incluse au 2e album en 2006 sous le titre "History")
- "Rocket Sauce"
- "Kyle Quit" (réarrangée et incluse à l'album en 2001 sous le titre "Kyle Quit the Band")

#### Angel in Disguise
- Réalisé par: Tom Gianas

Jack tombé amoureux d'une fille nommée Flarna et confesse son amour à Kyle. Ce dernier tombe également amoureux de Flarna, ce qui entraîne une guerre entre les deux amis. Alors qu'ils se battent entre eux, Flarna est prise en otage par un voleur armé qui tire sur Jack, mais Kyle s'interpose et reçoit lui-même la balle. Le croyant mort, Jack chante une chanson à son ami qui ressuscite sous ses yeux ébahis : Kyle a été sauvé par la médaille énorme d'amitié que Jack lui avait offert auparavant.
Chansons interprétées :
- "Sex Supreme" (réarrangée et incluse à l'album en 2001 sous le titre "Double Team")
- "You Broke the Rules" (réarrangée et incluse à l'album en 2001 sous le titre "Karate")
- "Kyle Took a Bullet for Me"

### Épisode 2

#### Death of a Dream
- Réalisé par: Tom Gianas

Après un autre concert à l'Open-Mic bar, le groupe annonce une séance de dédicace de T-shirts. Alors qu'aucun fan ne se présente, Kyle et Jack discutent avec le gérant de la boutique qui convainc le groupe que croire qu'ils puissent être des rock stars reviendrait à croire en Sasquatch (plus connu sous le nom de "Big Foot" ou "abominable homme des neiges" chez nous). Le groupe est sur le point d'abandonner son rêve de gloire mais est sauvé en découvrant que Sasquatch existe et qu'il croit en leur talent.
Chansons interprétées :
- Cosmic Shame
- "Kielbasa Sausage" (réarrangée et incluse à l'album en 2001 sous le titre "Kielbasa")
- "Sasquatch"

#### The Greatest Song in the World
- Réalisé par: Troy Miller

Un écrivain emménage dans l'appartement voisin à celui de Tenacious D mais dès que ces derniers commencent leur rituel d'avant-concert il ne peut plus se concentrer sur son travail et perd patience. Il appelle la police qui écoute la version des faits des deux parties. En guise d'explication, Kyle et Jack chantent la chanson "Tribute" qui semble satisfaire l'officier de police.
Chanson interprétée :
- "Tribute (To the Greatest Song in the World)" (réarrangée et incluse à l'album en 2001 sous le titre "Tribute")

### Épisode 3

#### The Fan
- Réalisé par: Tom Gianas

À la fin d'une chanson, JB s'emballe un peu trop et lance dans le public son médiator. N'en ayant pas d'autre, Tenacious D est contraint d'arrêter de jouer. Après le concert, Lee (interprété par Jason Reed), leur rend le médiator qu'il a retrouvé et leur parle d'un site Internet qu'il leur a consacré. D'abord effrayé par l'intérêt que leur porte Lee, Kyle et Jack vont finir par réaliser qu'il est leur meilleur (et unique) fan et le harceler nuit et jour. Finalement ils deviennent tous amis et chantent tous ensemble la chanson "Special Thing" à l'Open-Mic.
Chansons interprétées :
- "Explosivo" (réarrangée et incluse à l'album en 2001)
- "Lee" (réarrangée et incluse à l'album en 2001)
- "Special Thing"

#### Road Gig
- Réalisé par: Troy Miller

Le patron de l'Open-Mic informe Tenacious D que son frère a besoin de quelques groupes supplémentaires pour sa soirée dans son nouveau bar. Enthousiaste à l'idée de partir pour leur première tournée sur la route, le groupe fait un long détour alors que le bar en question se trouve dans la même rue ! En route ils tombent en panne de liquide lave-vitre et en cherchant un endroit où s'en procurer, arrivent dans le "Jesus Ranch", un ranch dans lequel une communauté hippie vie recluse. Le Département de la Santé assiège alors le ranch, et le D avec eux, pour forcer ses occupants à l'évacuer mais les hippies refusent de sortir et s'apprêtent à prendre les armes. Tenacious D, refusant de rater son concert le soir même joue de la musique à haut volume pour repousser le Département de la Santé qui abandonne son siège.
Chansons interprétées :
- « Warning »
- « The Road » (réarrangée et incluse à l'album en 2001)
- « History of Tenacious D » (réarrangée et incluse au 2e album en 2001 sous le titre "History")
- « Jesus Ranch »